# Ribeirão Santo Antônio do Grama
O ribeirão Santo Antônio do Grama é um curso de água do estado de Minas Gerais. É um afluente da margem direita do rio Casca e, portanto, um subafluente do rio Doce.
Apresenta 21 km de extensão e drena uma área de 160 km². Sua nascente localiza-se no município de Jequeri, a uma altitude de aproximadamente 700 metros. Banha a cidade de Santo Antônio do Grama e, ainda neste município, desemboca no rio Casca. Seu trecho entre a foz do córrego Santa Cruz e a foz do córrego Grande serve de limite entre os municípios de Santo Antônio do Grama e Abre-Campo.